# Естер Цінь
Естер Цінь (18 листопада 1991) — китайська стрибунка у воду.
Учасниця Олімпійських Ігор 2016, 2020 років.
Переможниця Ігор Співдружності 2014, 2018 років.
Призерка літньої Універсіади 2013 року.